# Hadise (album)
Hadise è il secondo album in studio della cantante turco-belga Hadise, pubblicato nel 2008.

## Tracce
Versione Belgio
1. Intro
2. My Man and the Devil on His Shoulder
3. My Body
4. Prisoner
5. A Good Kiss
6. All Together
7. Men Chase Women Choose
8. Creep
9. Good Morning Baby
10. Don't Ask
11. Intimate
12. Busy Bee
13. Comfort Zone
14. Who Am I?
15. A Song For My Mother
16. Aşkkolik
17. Deli Oğlan